# گری هامل
گری پان هامل (متولد ۱۹۵۴) مشاور مدیران آمریکایی است. او بنیانگذار Strategos، یک شرکت مشاوره بین‌المللی مدیریت مستقر در شیکاگو است.

## زندگی‌نامه
هامل فارغ‌التحصیل دانشگاه اندروز (۱۹۷۵) و دانشکده تجارت راس در دانشگاه میشیگان (۱۹۹۰) است.
وی استاد مهمان تجارت بین‌المللی در دانشگاه میشیگان (دکترا ۱۹۹۰) و در دانشکده بازرگانی هاروارد بوده‌است. او استاد مهمان مدیریت استراتژیک در دانشکده بازرگانی لندن است.

## وضعیت شغلی
گری هامل بنیان‌گذار (همراه با پروفسور CK Prahalad) مفهوم صلاحیت‌های اصلی است. او همچنین مدیر مؤسسه Woodside، یک بنیاد تحقیقاتی غیرانتفاعی مستقر در Woodside، کالیفرنیا است. او بنیانگذار شرکت مشاوره Strategos بود و تا سال ۲۰۰۳ به عنوان رئیس آنجا فعالیت داشت. شرکت UTEK شرکت فوق را در سال ۲۰۰۸ در یک معامله بورسی به دست آورد. در سال 2012 Strategos با یک استراتژی نوآورانه بار دیگر منتقل گردید.
وال استریت ژورنال گری هامل را به عنوان یکی از تأثیرگذارترین متفکران تجارت جهان بدست آورد، و مجله Forbes او را «متخصص برجسته جهان در استراتژی تجارت» نامید. در سال ۲۰۱۳، دیگر نام وی در نسخه به روز شده در لیست وال استریت ژورنال وجود نداشت.
وی همچنین عضو شورای نوآوری Reliance است که توسط Reliance Industries Limited در هند تشکیل شده‌است.

## انتشارات منتخب
- رقابت برای آینده (با CK Prahalad ؛ انتشارات مدرسه دانشکده بازرگانی هاروارد، آوریل 1996) شابک 978-0-87584-716-0
- مزیت اتحاد: هنر ایجاد ارزش از طریق مشارکت (با ایو ل. دوز ؛ انتشارات دانشکده بازرگانی هاروارد، سپتامبر ۱۹۹۸) شابک ‎۹۷۸-۰-۸۷۵۸۴-۶۱۶-۳
- انعطاف‌پذیری استراتژیک: مدیریت در یک محیط آشفته (با CK Prahalad، هوارد توماس و دون اونیل؛ ویلی، ۵ ژانویه ۱۹۹۹) شابک ‎۹۷۸-۰-۴۷۱-۹۸۴۷۳-۳
- رهبری انقلاب (انتشارات دانشکده بازرگانی هاروارد، ۲۰۰۰) شابک ‎۹۷۸-۰-۴۵۲-۲۸۳۲۴-۴
- آینده مدیریت (با بیل برین ؛ انتشارات دانشکده بازرگانی دانشگاه هاروارد، ۱۰ سپتامبر ۲۰۰۷) شابک ‎۹۷۸-۱-۴۲۲۱-۰۲۵۰-۳
- حالا چه اهمیتی دارد: چگونه می‌توان در دنیایی از تغییر بی‌امان، رقابت وحشیانه و نوآوری غیرقابل توقف پیروز شد (۲۰۱۱) شابک ‎۹۷۸-۱-۱۱۸-۱۲۰۸۲-۸
- رقابت مبتنی بر شایستگی (ویرایش، با آیمه هین؛ جان ویلی و پسران، ۱۹۹۴) شابک ‎۰-۴۷۱-۹۴۳۹۷-۵